# Sokuluk (distrikt)
Sokulukskij Rajon (ryska: Сокулукский Район) är ett distrikt i Kirgizistan.   Det ligger i oblastet Tjüj Oblusu, i den norra delen av landet, 21 km väster om huvudstaden Bisjkek.